# Чекаловский, Фёдор Григорьевич
Фёдор Григорьевич Чекаловский — советский хозяйственный, государственный и партийный деятель, генерал-майор.

## Биография
Родился в 1898 году в Екатеринодаре. Член РКП(б) с 1919 года.
С 1916 года — на военной службе, общественной и политической работе. В 1916—1953 гг. — участник Первой мировой и Гражданской и Великой Отечественной  войны, начальник Политического отдела Незамаевской машинно-тракторной станции, Кутейниковской машинно-тракторной станции, 2-й секретарь Алексеево-Лозовского районного комитета ВКП(б), 1-й секретарь Лабинского районного комитета ВКП(б), заведующий Отделом руководящих партийных органов Краснодарского краевого комитета ВКП(б), 1-й секретарь Областного комитета ВКП(б) Адыгейской автономной области, 3-й секретарь Винницкого областного комитета КП(б) Украины, член Военного Совета Орловского военного округа, член Военного Совета Южно-Уральского военного округа, заместитель командующего войсками Бакинского военного округа по тылу, заместитель командующего 7-й гвардейской армией, заместитель командующего 38-й армией по тылу.
Генерал-майор (28.07.1944).